# Валония пузатая
Валония пузатая (лат. Valonia ventricosa) — вид зелёных водорослей из семейства валониевых (Valoniaceae). Известна под названиями «водоросль-пузырь», «проклятая виноградина»  и «глазное яблоко моряка». Встречается по всему миру в тропических и субтропических областях. Это один из самых больших одноклеточных (ценоцитных) организмов.

## Описание
Валония пузатая, как правило, растёт единично и лишь изредка — в группах, которые появляются в приливных зонах тропических и субтропических зон, таких как Карибские острова, на север до Флориды, на юг до Бразилии и в индо-тихоокеанском регионе. Часто обитает в коралловых отложениях. Встречается на глубине до 80 м.
Валония пузатая — одноклеточный многоядерный организм, который по форме может варьировать от сферического до овального, цвет от травянисто-зелёного до тёмно-зелёного. В воде может казаться серебряным, цвета морской волны и даже черноватым. Интенсивность цвета определяется количеством хлоропластов в клетке. Поверхность водорослей зеркально-блестящая, как стекло. Таллом состоит из тонкослойной прочной многоядерной клетки, диаметр которой колеблется от 1 до 4 см, но может иногда достигать 5,1 см. Пузырь прикреплён к субстрату ризоидами. Делится сегрегационным клеточным делением, когда многоядерная родительская клетка порождает дочерние. Индивидуальные ризоиды формируют новый пузырь и отделяются от родительского организма.

## Физиология
Одной из интересных физиологических особенностей Валонии пузатой является отсутствие в её мембране водных капиллярных пор. Вода проходит в клетку при помощи обычной диффузии.